# 汉江碘泡虫
汉江碘泡虫（学名：Myxobolus hankiangensis）为碘泡科碘泡虫属的动物。在中国，分布于湖北等，营寄生生活，寄生在长蛇鮈的肾。